# シチリア (小惑星)
シチリア (1258 Sicilia) は、小惑星帯の小惑星。カール・ラインムートがハイデルベルクのケーニッヒシュトゥール天文台で発見した。
イタリアのシチリアに因んで命名された。